# Sortelung
Sortelung er en lille bebyggelse på nordøst for Nørre Lyndelse på Fyn.
Komponisten og violinisten Carl Nielsen fødtes i et nu nedrevet landarbejderhus her.
|  | Denne artikel om lokaliteten Sortelung kan blive bedre, hvis der indsættes et (bedre) billede. Du kan hjælpe ved at afsøge Wikimedia Commons for et passende billede eller lægge et op på Wikimedia Commons med en af de tilladte licenser og indsætte det i artiklen. |

55°18′42″N 10°24′50″Ø / 55.31167°N 10.41389°Ø